# USS Decatur (DDG-73)
USS Decatur (DDG-73) – amerykański niszczyciel rakietowy typu Arleigh Burke. Jest to piąty okręt US Navy noszący nazwę upamiętniającą Stephena Decatura.
Stępka okrętu została położona 11 stycznia 1996 roku w stoczni Bath Iron Works w Bath, w stanie Maine. Wodowanie nastąpiło 10 listopada 1996 roku. Niszczyciel został oddany do służby 29 sierpnia 1998 roku i pozostaje w niej do dziś.
Portem macierzystym okrętu jest Naval Base San Diego.
W 2003 roku USS „Decatur”, operując na Zatoce Perskiej, przechwycił statek przewożący około 1,7 t haszyszu. Załoga statku była według Departamentu Obrony powiązana z Al-Kaidą.
W kwietniu 2013 roku okręt został wysłany wraz z niszczycielem USS „John S. McCain” (DDG-56) w okolice Półwyspu Koreańskiego w związku z nasilającym się w regionie kryzysem.